# パチャママ

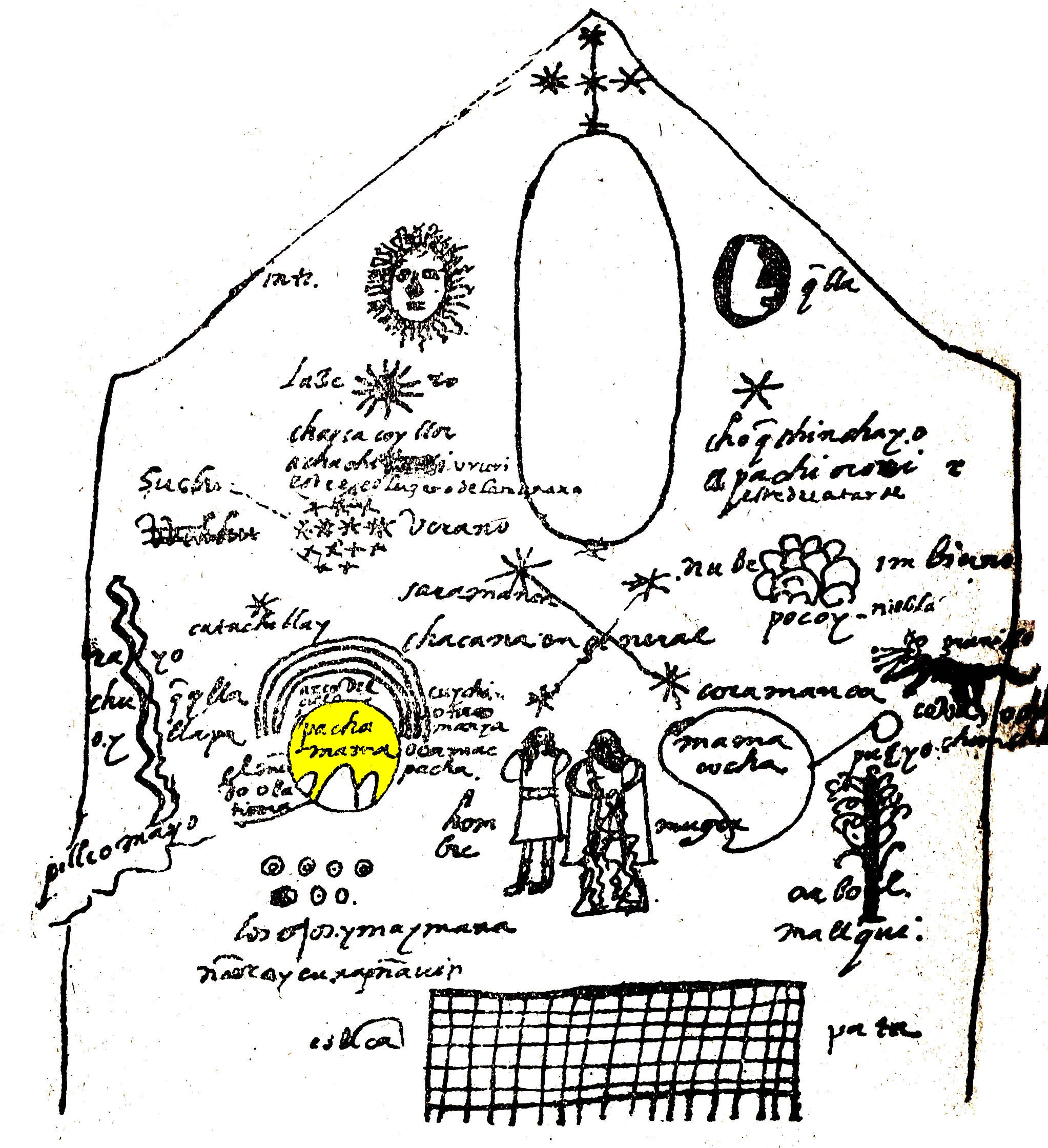
Pachamama, Cosmologia, Juan de Santa Cruz Pachacuti Yamqui Salcamayhua (1613).

パチャママ (Pachamama、ケチュア語・アイマラ語で「母なる大地」を意味する) とは、アンデスの古い神話にあらわれる代表的な女神。
先コロンブス期に、先住民たちによって信仰されていた。豊穣を司る大地の神であり、全てのものの母親とされる。パチャママは山や川など大地のすべてを表すものとされ、特定の姿や地域で示されることはない。
スペインの侵略以降キリスト教が深く浸透したため、インカ時代の神はほとんど信仰されなくなってしまったが、パチャママだけは聖母マリアと重ね合わされて現在でもペルーやボリビアで信仰している人が少なくない。ただし、近代化の波とともに都市部の若者たちは宗教に関心を抱かなくなり、信仰は徐々に消えつつある。それでも以下で述べるように、都市部においても、祭りや結婚式などの際の慣習として信仰の儀式が残っている。
母性を持つ大地の神パチャママに対して、父性を持つ天の神は「パチャカマック」 (Pachacamac) と呼ばれる。パチャカマックはしばしば太陽の神「インティ」 (Inti) と同一視されることがある。パチャカマックやインティはインカの伝承の中では重要な神であるが、現在はパチャママほど信仰されているとはいえない。
アンデスに住む人々は、祝い事や祭りのときに酒を飲む際、グラスから少量の酒を地面にこぼしてから飲む習慣がある。これは、よい酒ができたことをパチャママに報告し感謝するための儀礼であるといわれる。とうもろこしを発酵させて作るチチャという酒がアンデス地方ではよく飲まれるが、特にこのチチャは飲む前にパチャママに捧げる（つまり地面に少しこぼす）のが礼儀であるとされている。なお、室内で床が汚れるのを嫌う場合には、酒をちょっと指先に付けて1滴程度を床にたらすということも行なわれる。
ボリビアのノルテポトシ地方で行なわれるティンクという祭りでは、殴り合って出た血をパチャママに捧げて（地面に吸わせて）豊穣を祈願するといわれている。